# Paralympiska vinterspelen 2006 - Skidskytte
Paralympiska vinterspelen 2006 - Skidskytte:

## Herrar

### 12,5 km, sittande
Tävlingsdag: 11 mars
| Medalj | Person            | Land     | Tid          |
| Guld   | Vladimir Kiselev  | Ryssland | 00:46:46.500 |
| Silver | Taras Kryjanovski | Ryssland | 00:47:34.700 |
| Brons  | Mikhail Terentiev | Ryssland | 00:49:15.200 |

### 12,5 km, synskadade
Tävlingsdag: 11 mars
| Medalj | Person             | Land     | Tid          |
| Guld   | Vitaliy Lukyanenko | Ukraina  | 00:38:54.900 |
| Silver | Irek Mannanov      | Ryssland | 00:39:15.400 |
| Brons  | Wilhelm Brem       | Tyskland | 00:41:24.200 |

### 12,5 km, stående
Tävlingsdag: 11 mars
| Medalj | Person             | Land     | Tid          |
| Guld   | Rustam Garifoullin | Ryssland | 00:40:18.700 |
| Silver | Alfis Makamedinov  | Ryssland | 00:40:54.400 |
| Brons  | Nils Erik Ulset    | Norge    | 00:41:05.300 |

### 7,5 km
Tävlingsdag: 14 mars
Tävlande: Stående
| Medalj | Person             | Land     | Tid          |
| Guld   | Rustam Garifoullin | Ryssland | 00:21:17.700 |
| Silver | Josef Giesen       | Tyskland | 00:21:18.700 |
| Brons  | Nils Erik Ulset    | Norge    | 00:22:06.100 |

Tävlingsdag: 14 mars
Tävlande: Sittande
| Medalj | Person           | Land     | Tid          |
| Guld   | Vladimir Kiselev | Ryssland | 00:25:19.100 |
| Silver | Iurii Kostiuk    | Ukraina  | 00:25:49.500 |
| Brons  | Sergiy Khyzhnyak | Ukraina  | 00:25:51.200 |

Tävlingsdag: 14 mars
Tävlande: Synskadade
| Medalj | Person             | Land     | Tid          |
| Guld   | Irek Mannanov      | Ryssland | 00:20:54.100 |
| Silver | Vitaliy Lukyanenko | Ukraina  | 00:21:56.800 |
| Brons  | Brian McKeever     | Kanada   | 00:22:59.400 |

## Damer

### 12,5 km, synskadade
Tävlingsdag: 11 mars
| Medalj | Person           | Land     | Tid          |
| Guld   | Miyuki Kobayashi | Japan    | 00:49:04.500 |
| Silver | Tetyana Smyrnova | Ukraina  | 00:52:30.500 |
| Brons  | Verena Bentele   | Tyskland | 00:52:33.500 |

### 12,5 km, stående
Tävlingsdag: 11 mars
Tävlande: Alla
| Medalj | Person           | Land      | Tid          |
| Guld   | Anne Floriet     | Frankrike | 00:47:45.100 |
| Silver | Yuliya Batenkova | Ukraina   | 00:50:50.300 |
| Brons  | Shoko Ota        | Japan     | 00:52:36.200 |

### 10 km, sittande
Tävlingsdag: 11 mars
Tävlande: LW10-12
| Medalj | Person             | Land    | Tid          |
| Guld   | Olena Iurkovska    | Ukraina | 00:41:09.100 |
| Silver | Lyudmyla Pavlenko  | Ukraina | 00:42:25.100 |
| Brons  | Svitlana Tryfonova | Ukraina | 00:46:33.500 |

### 7,5 km, sittande
Tävlingsdag: 14 mars
Tävlande: Sittande
| Medalj | Person             | Land    | Tid          |
| Guld   | Olena Iurkovska    | Ukraina | 00:28:03.400 |
| Silver | Svitlana Tryfonova | Ukraina | 00:30:31.500 |
| Brons  | Lyudmyla Pavlenko  | Ukraina | 00:32:34.600 |

### 7,5 km, synskadade
Tävlingsdag: 14 mars
Tävlande: Synskadade
| Medalj | Person            | Land     | Tid          |
| Guld   | Verena Bentele    | Tyskland | 00:27:07.600 |
| Silver | Miyuki Kobayashi  | Japan    | 00:27:28.300 |
| Brons  | Elvira Ibraginova | Ryssland | 00:28:28.200 |

### 7,5 km, stående
Tävlingsdag: 14 mars
Tävlande: Stående
| Medalj | Person           | Land      | Tid          |
| Guld   | Alena Gorbunova  | Ryssland  | 00:25:54.200 |
| Silver | Anna Burmistrova | Ryssland  | 00:26:39.500 |
| Brons  | Anne Floriet     | Frankrike | 00:26:40.500 |